# Нечаївка (Кропивницький район)
Неча́ївка — село у Компаніївській селищній громаді Кропивницького району Кіровоградської області.

## Історія
Засноване 1772 року секунд-майором М. Нечаєвим на місці запорізьких зимівників.
До 1859 року село належало поміщикам Жуковським.
З 1859 року село стало волосним центром. В 1823 році поміщиком В. Жуковським збудовано церкву Пресвятої Покрови Божої Матері (освячено 14 жовтня 1823 року), зруйновано 1937 року. У цій церкві в 1901—1920 рр.був ієреєм священник Никон Когутовський (священномученик)
30 червня 1896 на хуторі Тетянівка (нині куток Майорівка, Тетяно-Маєрове) народився український військовий діяч, старшина Холодноярської Республіки Ю. В. Дроботковський.
27 серпня 1902 року на хуторі поблизу Нечаївки народився визначний український письменник Ю. І. Яновський. В 1920—1922 роках на посаді сільського фельдшера працював майбутній письменник І. К. Микитенко. Ним було організовано самодіяльний театр, саме тут він почав писати свої перші прозові та драматичні твори.
В селі знаходиться меморіальний музей Ю. Яновського, бронзове погруддя письменника та гранітна стела на місці хати його батьків, на приміщенні дільничної лікарні — меморіальна дошка на честь І. К. Микитенка.
В селі протягом 1919—1920 років неодноразово бував Нестор Махно. Біля села знаходяться декілька курганів скіфо-сарматської доби та археологічна пам'ятка — комплекс «Межові камені». В школі працює місцевий краєзнавчий музей.

## Населення
Згідно з переписом УРСР 1989 року чисельність наявного населення села становила 660 осіб, з яких 330 чоловіків та 330 жінок.
За переписом населення України 2001 року в селі мешкало 638 осіб.

### Мова
Розподіл населення за рідною мовою за даними перепису 2001 року:
| Мова       | Відсоток |
| ---------- | -------- |
| українська | 94,06 %  |
| російська  | 2,81 %   |
| молдовська | 2,66 %   |
| інші       | 0,47 %   |

## Географія та геологія
В геоморфологічному відношенні район села являє собою плато, порізане долиною р. Сугоклії (Сугоклей). Рельєф місцевості слабогорбистий, порізаний мережею балок та ярів. Головна водна артерія місцевості р. Сугоклія — права притока р. Інгул, яка протікає місцевістю з півночі на південь.
Клімат місцевості — помірно континентальний. Середньорічна температура повітря +7,6 °C. Середня температура найхолоднішого місяця — — 5,6 °C, найжаркішого +20,2 °C. Абсолютний мінімум температури — — 37 °C, максимум — + 42 °C. Тривалість безморозного періоду становить 220—230 днів. Середньорічна кількість опадів 450 мм, причому в літню пору опадів випадає в 2 рази більше, ніж взимку. Найбільша добова кількість опадів — 106 мм. Середні дати утворення та зникнення стійкого снігового покриву — 10.12 — 4.03. Протягом року спостерігається 76 днів зі стійким сніговим покровом, причому середня з найбільших висот снігового покрову за зиму рівна 11 см. Глибина промерзання ґрунту до 85 см, температура найхолоднішої п'ятиденки — 21 °C. Панівні вітри західні та північно-західні. Середня швидкість вітру 3,5 м/с (в січні — 4,8 м/с). Середня кількість днів з грозами 25 на рік, часто грози супроводжуються сильними дощами, інколи градом. Град випадає рідко — 1-2 дні протягом року. Тумани бувають щорічно до 15 днів (в основному восени). З другої декади вересня та навесні (до третьої декади травня) при вторгненні холодних повітряних мас можливі заморозки (до −3 °C, — 5 °C). Взимку можливі ожеледі з товщиною льодового покрову 5-10 мм і тривалістю до 10 днів і більше. В січні-лютому можливі хуртовини (до 15 днів). В літній, весняний та осінній періоди виникають посухи, що повторюються через 2-3 роки.
Місцевість розміщена в межах Українського кристалічного масиву, у зв'язку з чим характерно поширення кристалічних гірських порід, прикритих малопотужною товщею осадочних відкладів. У геологічній будові беруть участь кристалічні породи докембрія та осадові утворення, що представлені породами третинного та четвертинного періоду.
Породи четвертинного періоду представлені еолово-делювіальними лесовидними суглинками(Q2-3), бучакськими глинами, пісками палеогену (Pg2b), а також алювіальними пісками, суглинками та глинами (alQ3-4). Породи четвертинного періоду наймолодші і є найпоширенішими. Відсутні вони лише в долинах річок, балок та ярів, де на денну поверхню виходять давніші породи.
Осадочні породи третинного періоду, які залягають над четвертинними відкладами, представлені породами полтавської та харківської світ і горизонтом рябих глин.
Горизонт рябих глин суцільного поширення не має і проявляється у вигляді острівців на найбільш підвищених вододільних ділянках плато.
Відклади полтавської світи представлені дрібнозернистими світлими кварцовими неогеновими пісками(N1S3), мають найбільше поширення серед третинних порід. Відсутні вони лише вздовж річних долин, балок та ярів. Потужність пісків коливається від 1,0 до 10-15 м.
Відклади харківської світи поширені в основному на найбільш підвищених ділянках рельєфу і характерні невеликою потужністю. Представлені вони дрібнозернистими зеленими та зелено-сірими пісками, які складаються з зерен кварцу та глауконіта із домішкою листочків мусковіту.
Породи харківської світи залягають безпосередньо на кристалічних породах та продуктах їх вивітрювання — жорстві та каоліні(Pz-Kz) (невеликої потужності).
Кристалічні породи докембрійського періоду виходять на денну поверхню в долинах річок, балок та ярів. Представлені вони сірими порфіровидними гранітами кіровоградського типу та їх мігматитами (gkA-Pt1), порфіровидними трахітоїдними гранітами, рожевими (gtA-Pt1), зеленувато-сірими біотитово-плагіоклазовими гнейсами (gnbiA).
Трахітоїдні та порфіровидні граніти контактують північніше села Нечаївка, у цьому місці ймовірна зона розлому, мілонітизації та катаклазу.
Найпоширенішими в районі є порфіровидні сірі та рожеві граніти, у складі яких переважають сірий або темно-сірий кварц, польовий шпат та біотит. Граніти кіровоградського типу характеризуються наявністю великих брусковидних кристалів польового шпату рожевого або білуватого кольору, величиною від 0,5 до 12 см. Верхня частина кристалічного масиву затронута вивітрюванням. Це помітно за польовими шпатами та темнокольоровими мінералами, які частково змінені та окислені. Товщина зони вивітрювання становить від 3,5 до 5,0 м. Вивітрені граніти у повітряно-сухому стані мають межу міцності при стиску не менше 700 кг/м², свіжі порфіровидні граніти кіровоградського типу мають ще більшу міцність при стиску.
В гідрогеологічному відношенні місцевість характеризується наявністю кількох водоносних горизонтів, приурочених до осадочних(алювіальні відклади та лесовидні суглинки) та тріщинуватих кристалічних порід.
Водоносні горизонти, що залягають в осадочних відкладах(піски дрібно і крупнозернисті), як третинного так і четвертинного періодуу, характеризуються невеликим дебітом (до 0,7 м3/год), у зв'язку з чим використовуються місцевим населенням для побутових потреб. Вода прісна, в основному гідрокарбонатно-сульфатно-натрієва. Сухий залишок не перевищує 1000 мг/л, загальна твердість води не більше 28оH. Серед вод з горизонту нижньої частини лесового шару зустрічаються води з більшою мінералізацією (до 2000 мг/л).
Водоносний горизонт розміщено в основному на глибині 2,5-6.0 м. В промислових цілях використовуються водоносні горизонти, що залягають в кристалічних породах. Найчастіше вони приурочені до зон тріщинуватості і рідше до кори вивітрювання. Експлуатуються вони артезіанськими свердловинами. Разом з тим кристалічні породи характеризуються нерівномірною водоносністю, що пов'язане з тим, що місцеві граніти є молодими утвореннями кіровоградсько-житомирського комплексу, де водовіддача коливається від 0,03 м3/год до 3 м3/год.
Шар гумусу від 0,3 м до 0,7 м.
Висоти урізу води — від 59,86 м (р. Лозуватка, біля сільської ради) до 38,00 м (р. Сугоклія, Кам'яний брід). Висоти в межах населених пунктів — 40-60 м, за межами — 80-100 м.

## Історія села
На цих землях люди жили з давніх-давен. Археологічні пам'ятки вказують, що вже 8-10 тисяч років тому тут проживали скотарі та землероби, від яких до наших днів залишились кам'яне знаряддя — прекрасно оброблені шліфовані сокири, мотики, зернотертки, які свідчать про заняття наших попередників. Найбільшого розвитку первісне землеробство досягло за так званої трипільської культури. Трипільці користувались, як кам'яними так вже і бронзовим знаряддям, знали гончарне ремесло. Саме вони та їх найближчі сусіди — племена салтівської культури були першими жителями наших степів. Разом з тим, не можна з достатньою впевненістю ідентифікувати первісне населення цього краю, хоча протягом 30-ти останніх років було знайдено близько сотні кам'яних виробів. На території села вони зустрічаються спорадично, але при будівництві дороги Нечаївка-Виноградівка було знайдено більше десятка кам'яних сокир. Залишків городища та керамічних виробів дотепер знайдено не було, та кількість знайдених предметів свідчить про наявність у цих місцях осілого землеробського населення періоду пізнього неоліту-початку періоду бронзи. Ще одним цікавим археологічним пам'ятником цієї доби є мегалітичний комплекс «Межові камені» — 15 пар паралельних каменів, які розташовані у напрямі зі сходу на захід.
Та вже 3 тисячі років тому ці землі захопили скотарі-кочівники, і на декілька тисячоліть землі від Дунаю до Алтаю стали Диким Полем. Хто тільки не кочував цими степами — предки арійських племен, кімерійці, скіфи, сармати, гуни, авари, печеніги, половці, монголи, татари — сліди їх коней вже давно заросли степовими травами, а кості їх вождів зітліли під численними курганами, які ще сто років тому десятками височіли посеред степу. Більшість з них за ці роки попали під плуг — були розорані, хто зна кості яких славетних царів потрощені «залізним конем», які таємниці тисячі років берегли їх могили, які скарби лишилися десь там, у глибинах наших ґрунтів ? Та навіть ті, що були досліджені археологами, багато розповіли вченим про історію нашого краю. 1990 року місцевими жителями було розкопано один з розораних курганів на південний захід від села. Разом з бетонним геодезичним знаком 30-х років XX ст. було знайдено залишки кістяка дорослої людини з пошкодженим черепом. Скорчений кістяк лежав серед каміння, причому гранітна плита, скоріше всього, накривала свого часу поховання зверху. Поховання кваліфікованими спеціалістами досліджено не було.
Майже триста років, до кінця XVI ст., у наших степах орудували татарські та ногайські загони, які цими місцями пробирались углиб України та виводили ясир — полонених жінок та дітей. Свідками цьому є численні етноніми, назви річок — Сугоклія, Інгул, Ташлик, Бешка, Аджамка. Хоча, судячи зі всього, татари не дуже переймалися географією, адже дві річки, що текли із півночі на південь за 50 км одна від другої, звалися Новою річкою (Інгул та Інгулець, колись Великий та Малий Інгул), а чотири річки, що справа впадали до Інгула, були Сугоклеями (Сугоклія-Кам'янувата, Сугоклія-Комишувата, Сугоклія та Сугоклейчик)1. Ще одним свідком тих часів залишивсь Херсонський шлях, що проходив по вододілу Інгула та Південного Буга — історик Д.Яворницький свого часу стверджував, що це частина сумнозвісного Чорного шляху, який з Криму, через наші місця, понад Виссю, прямував на Торговицю (Новоархангельський район) і далі на Польщу.
Наступний етап історії нашої місцевості розпочинається з часів існування Запорізької Січі. В 1698 році в наших місцях, в урочищі Сугоклей, відбулась переможна сутичка загону під проводом козацького отамана Івана Гусака та сотника Павла Федорова з ногайцями Девлет-аги. В XVII—XVIII ст. на незаселених землях почали масово появлятися козацькі хутори-зимівники — Семенівка, Ганнівка, Тетянівка тощо На карті де-Боксета 1745 року в наших місцях написано — «жилища и зимовья Запорожских казаков». За свідченням кіровоградського письменника-краєзнавця Ю.Матівоса, хутір Тетянівка, що згодом став Маєровим, існував вже в середині XVIII сторіччя і належав козацькому полковнику Семену Лизогубу. Саме його доньці Тетяні він дістався в посаг при її одруженні з Афанасієм (Панасом) Яновським в 60-х роках XVIII сторіччя3.
Із завоюванням Росією Таврії та Криму зникає загроза постійних татарських набігів, останній з яких відбувся 1769 року на чолі з кримським ханом Керим-Гіреєм, як наслідок, розпочинається швидке заселення цих місць. У 1752 році в нашій області, на землях Бугогардівської паланки Запорізької Січі, було оселено сербських переселенців на чолі з полковником Іваном Хорватом — утворено Нову Сербію з адміністративним центром у Новомиргороді. Для захисту новосербських поселень в 1754 році було зведено фортецю св. Єлизавети, яка з часом стала Єлисаветградом, Єлисаветом, Зінов'євим, Кіровим та сучасним Кіровоградом. Південна межа земель Нової Сербії проходила по річці Сугоклеї-Комишуватій (поблизу сучасної Компаніївки). З метою прискорення освоєння краю царський уряд 1764 року затвердив «План про раздачу в Новороссийской губернии казенных земель для заселения». Земля мали право одержувати «люди всякого звання» за винятком кріпаків. Поселенцям надавали різні пільги, на значний строк їх звільняли від податків. Особливо щедро роздали родючі українські чорноземи новим землевласникам — російським та українським (з колишньої козацької старшини) поміщикам, у першу чергу військовим. Саме тоді, 1772 року, ґрунти та сільце в долині степової річки Сугоклеї, поблизу хуторів Тетянівки і Ганнівки, на північно-східній межі Ольвіопольського повіту Новоросійської губернії, стало власністю секунд-майора Миколи Нечаєва (Нечая). 1780 року в цьому місці було відведено землі його брату — майору Якову Нечаєву. На 1795 рік в селі проживало 139 душ чоловічої і 111 душ жіночої статі- власність Якова Нечаєва та 93 чоловічої і 80 жіночої статі — власність Миколи Нечаєва6. Згодом маєток було продано і село стало належати поміщику Г. Я. Жуковському, спадкоємці якого володіли цими землями до реформи 1861 року. Село, яке офіційно мало назву Нечаївка, тривалий час так і називалось, як і декілька прилеглих хуторів — Жуковського (Жукова або Жукове). Поміщик Володимир Жуковський побудував на цих землях садибу з двоповерховим будинком (розібрано 1922 року), господарчими будівлями, а 1823 року — церкву Пресвятої Покрови в Нечаївці, яку було зруйновано в 1937—1938 роках. За переказами, пан славився своєю жорстокістю — на панщині селяни працювали до чотирьох днів на тиждень і лише два дні — на своїй ниві.
Син Жуковського, Борис Володимирович, після скасування кріпацтва перейшов господарювати на Шуту (за Ганнівкою сучасного Новоукраїнського району), і там оселився, одружившись з дочкою власника кінного заводу із Диминого. Саме в цьому місці він заснував своє помістя, де й жив до революції 1917 року. Після Жуковського помістя перейшло до нового землевласника — пана Петровського.
Частина сучасного села (від мосту через Сугоклей до сільського будинку культури) того часу була окремим населеним пунктом — Ганнівкою (Новоселівкою), якою свого часу володів поміщик Хайновський, йому, до речі, належав і хутір, а потім село, що в наш час має назву Антонівки.
Інша частина сучасної Нечаївки (Майорівка, Майєрове — на захід від сучасної школи) мала давню назву Тетянівка. Тут розміщувалось помістя Майєра (їх садиба була поблизу сучасної дільничої лікарні. Останні з Майєрів виїхали з цих місць після революції) та одного з предків українського письменника Ю.Яновського — М. М. Яновського, садиба якого була на території біля сучасного приміщення сільської ради. Тут же були економії Д. З. Рожевського та М. С. Рустановича.
1859 року, у результаті змін в адміністративно-територіальному поділі Єлисаветградського повіту було утворено Нечаївську волость з центром у Нечаївці. Територія волості простягалась вздовж річки Сугоклеї з півночі на південь (від Семенівки на півночі до Пустопілля (майже біля Бобринця) на півдні). Крайнім західним населеним пунктом був хутір Шута за Григорівкою на території сучасного Новоукраїнського району, на сході волость закінчувалась біля Бузової на Інгулі. Волость в різні часи налічувала до 38 населених пунктів, найбільшими з яких були Нечаївка, Софіївка, Григорівка, Обертасове, Семикосівка. Територією волості проходив Умансько-Кримський тракт (станція Обертасове, поблизу теперішньої Полтавки) та старий Херсонський шлях.
За даними 10 ревізії(1859 рік) у волості було 26 населених пунктів, а в 1883 році — вже 33. З них великих сіл — 3, слобід і сіл — 15 та 15 хуторів, причому в 2 було понад 100 дворів, в 4 — понад 50, в 6 — понад 25, понад 10 дворів — 5 і менше 10 дворів було в 16 населених пунктах. Було 3 церкви — в Нечаївці, Обертасовому та Семикосівці(поблизу сучасної Полтавки). Покровська церква с. Нечаївки існувала з 1850 року, Сергіївська церква с. Олександрівки (сучасного Обертасового) була більш старою і дерев'яною. До приходу останньої належала Тетянівка (Тетяно-Майєрове). Земських лікарень на той час у волості не було, як і шкіл — церковно-парафіяльна існувала при церкві в Нечаївці (саме в ній розпочав здобувати освіту наш земляк, письменник, Ю. І. Яновський). Земська школа (початкова) з'явилась, за свідченнями місцевих мешканців, 1912 року. В Нечаївці, як у волосному центрі, розміщувалось волосне правління. Законність і правопорядок підтримували 4 жандармів із сільських розправ. Налічувалось 6 торговельних закладів (лавки та шинки) та 56 промислових закладів — млинів, олійниць, крупорушок, кузень та інших. Населення у 1885 році становило 5410 чоловік (проти 2155 в 1859 році). Нечаївська волость проіснувала з невеликими територіальними змінами до 1923 року, коли з Компаніївської, Нечаївської та Лозуватської волостей було утворено Компаніївський район.
Хоча 1861 року фактично було скасовано кріпосництво, але значна частина селян за різними причинами землі не змогла отримати, або її втратила. Безземельні та малоземельні селяни мали орендувати землю. Орендна плата на початку ХХ ст. становила від 8 до 13 карбованців за десятину(1,0925 га). Нелегким було і утримання худоби — за випасання на панській толоці треба було зібрати для нього 2 десятини хліба. Купити землю для зубожілого селянина не було змоги — ціна на неї піднімалась майже щороку (1870—1880 рр. — 37 крб., 1880—1884 рр. — 65 крб., 1903 р. — вже 205 крб.). 1885 року з однієї десятини(1,0925 га) селяни збирали в середньому 35 пудів жита, 25 пудів ярої пшениці та 40 пудів ячменю (урожайність відповідно до сьогоднішніх мір — 3,66 ц/га пшениці, 5,86 ц/га ячменю та 5,12 ц/га жита).
Безземельні селяни масово йшли в заробітчани — наймитами до великих землевласників, робітниками на заводи в Єлисаветгад. Середньомісячний заробіток наймита був близько 5 крб. В 1903—1904 рр. в Нечаївці відбулося кілька страйків заробітчан, що протестували проти рабських умов праці. Стайки переростали в стихійні бунти, які супроводжувались сутичками із хазяями та жандармами11. «Летючі загони» Єлисаветградського комітету РСДРП напередодні першої російської революції (1905—1907 рр.) розповсюджували в селі свої листівки-прокламації, що закликали селян підтримати виступити проти царського самодержавства12.
Після земельних реформ П. Столипіна, які надали селянам можливість виходу з общини, у волості широко розвивається хутірське фермерське господарство — хутори Броуна, Синеоків, Візера, Ковалів, Браньків, Кур'янів, Матюшенків, Гайнца, Продана, Яновського і т. д. Саме на такому господарстві, неподалік Тетяно-Майєрового, в 1902 році народився і прожив декілька років відомий український письменник Ю. І. Яновський.
В той час в Нечаївці було близько 200 дворів, які володіли в середньому по 3,5 десятини надільної землі, а близько 10 дворів (заможних) мали й по 25—50 десятин. Надільна земля йшла смугою в кілометр шириною на захід від села, займаючи 800 десятин орної та 100 десятин толоки для громадського випасу худоби.
З інших боків — з півночі, півдня і сходу село було оточене земельною власністю поміщиків та церкви. В окремих місцях їх земля межувала з селянськими садибами. Слід сказати, що серед селянських дворів були й такі, які зовсім не мали власної землі, крім садиби. Окремі малоземельні й безземельні селяни орендували її в поміщиків. Обробляли землю супрягами, а збирали врожай і обмолочували — більше вручну (косою та ціпом). На той час в селі було 8 торговельних одиниць: одна горілчана (державна «монополька»), дві пивних, п'ять крамничок — всі приватні. Була й церква. В її огорожі — трирічна церковно-приходська школа, яка згодом стала чотирирічною. Педагогами в ній були піп, попадя й два дяки. Медичного закладу не було ніякого.
27 серпня 1902 року на хуторі поблизу Нечаївки народився визначний український письменник Ю. І. Яновський.
1917 став не просто буремним, а і переломним — на початку весни того року в Нечаївці було обрано волосний громадянський комітет та міліцію для підтримування порядку. Але на устах вже були більшовицькі гасла «Земля — селянам, фабрики — робітникам, владу — народу !» — і в невдовзі після Жовтневого перевороту (революції 1917 року), у лютому 1918 було створено Нечаївський волосний ревком — номінально на селі було встановлено радянську владу, але вже в березні 1918 року землі Єлисаветградського повіту були окуповані німецько-австрійськими військами, які були закликані Центральною радою для боротьби з більшовиками.
Надалі наш край став місцем, де протягом майже двох років орудували численні «отамани» та «батьки», найвизначнішими з яких були отамани М. О. Григор'єв та Н. І. Махно — в середині 1919 року вони та їх військові підрозділи базувались на території нашого району, а окремі загони деякий час перебували і в Нечаївці — навіть сам Нестор Махно кілька днів прожив у Майєровому, а один із місцевих жителів, що воював у його війську, отримав від «батьки» Махна золотого годинника. Саме того року махновці спалили сусіднє село, Криво-Медерове, за убивство їх вояка. Та незабаром нова навала — білогвардійці генерала Антона Денікіна, проти військ якого у вересні 1919 року на території Нечаївської та Компаніївської волостей та інших волостей Єлисаветградського повіту, вибухнуло повстання. Вважається, що на початку 1920 року Нечаївку було звільнено від денікінських військ і відновлено радянську владу, але останні дослідження архівних матеріалів тієї доби свідчать, що 4 квітня 1920 року, прямуючи на Бобринець, у с. Золотницькому та Нечаївці перебували загони генерал-хорунжого Юрія Тютюника (3000 штиків, з них 700—800 кінноти). 26 грудня цього ж року Нестор Махно знову «відвідав» наш край, скаравши насмерть трьох продагентів.
2.10.1921 року відбулось засідання Нечаївського волосного з'їзду — розпочинався новий етап історії нашого краю, радянський. Ще стояла церква, а при новій волосній владі працював підвідділ вже радянського органу — ЗАГСу.
1919—1922 роки залишили слід у долі ще одного українського письменника — Івана Кіндратовича Микитенка, уроженця Рівного (Новоукраїнський район), який, закінчивши Херсонське медичне училище, працював фельдшером у місцевій волосній лікарні. Саме він вперше організував драмгурток із місцевої молоді та й старших любителів цього мистецтва. Знайшов співаків, артистів, музикантів — згуртував хороший, дружний колектив і став з ним ставити п'єси: «Сільська честь», «Безталанна», «Наталка-Полтавка», а «на злобу дня» писав ще й агітки і ставив це все у Нечаївському сільському клубі. З розученими п'єсами самодіяльні артисти їздили в села Криничувате, Софіївку, Водяну, Шишкіно та інші. У перші роки Радянської влади Микитенко завідував позашкільним відділом при Нечаївській волосній Раді, створив дитячий будинок для сиріт у Криничуватому, збирав гроші для голодуючих, разом із комітетом незаможних селян, з біднотою перелицьовував старе село на нове. Саме нечаївська громада, волосний комнезам, направили молодого фельдшера на навчання із Нечаївки до Одеського медичного інституту15.
Не встигли відгриміти в наших степах бої громадянської війни, а селянство, закинувши гвинтівки та нагани, взялось за плуга. Вже 1921 року в Кам'яному Броді (сучасне Криничувате) працював млин, що належав Ковальову і орендувався місцевим жителем Гуровим з товаришами. У Нечаївці працювало два парові млини, що належали Чеченіну, один з них був у оренді у маклера із містечка Златопіль (Новомиргород) Б.Тур'янського, а інший — Нечаївським земським товариством.
Новітні «віяння» радянсько-більшовицької влади не оминули і нашого степового краю. 1923 року було прийнято розпорядження (як писалося — згідно з побажаннями селян) про перейменування деяких населених пунктів. Зокрема, Нечаївка мала називатись Воровським (на честь більшовицького наркома), Тетяно-Маєрове — Ворошиловським, Золотницьке — Котовським, Обертасове — Артемівкою, Вільянівка — Ульяновкою (звучить майже так само), а сучасні Ромашки — Шмідовкою. Вже так сталось, що «радянські» назви не прижились у народі (на відміну від того ж самого Кіровограду).
Перші «паростки» майбутньої колективізації — в образі товариств спільного обробітку землі (ТСОЗ), появились в Нечаївці в 1924 році — було організовано ТСОЗ «Власна праця», першим головою якого був Дивак Михайло Іванович.
В 1925 році на наших полях вже працював трактор, який приводив у роботу і млин (замість парового локомобіля).
Цього ж року виникло Криничуватське земельне товариство зі спільної обробки землі (Криничуватської сільської ради Компаніївського району, Зінов'ївського округу Одеської губернії)
За часів НЕПу (1927 р.) в с. Нечаївка появилось Садово-виноградне товариство та Машино-тракторне товариство «Червоний жовтень».
Досить цікавим є той факт, що в ці роки «всеукраїнський староста» Г. І. Петровський подарував бібліотечку для Нечаївського сільського клубу
1931 року Компаніївський район було ліквідовано, сільські ради було безпосередньо підпорядковано міськвиконкому м. Єлисвет, який невдовзі і сам змінить ім'я. Та вже через чотири роки (07.07.1935 р.) на адміністративній карті знову з'явиться Компаніївський район (постанова № 218 Єлисаветградської міськради).
На початку 30-х років ХХ сторіччя почав впроваджуватись сталінський план масової колективізації села. Вже 1925 року в Нечаївці працював перший колгосп — «Трудова сім'я», головою колгоспу був Трохим Іванович Курінний.
Надалі на території Нечаївської сільської ради працювали колгоспи ім. Щорса, «Шлях до комунізму», «Нове життя», «Червоний перекоп» (Антонівка), «Агрошлях»(Виноградівка). З незгодними з «генеральною лінією партії більшовиків» розмова була короткою — в кращому випадку освоювати Вологодський край та будувати Біломорсько-Балтійський канал, у гіршому — розстріл.
Влада застосовувала всіх можливих засобів, щоб загнати селян до колгоспу. Місцеве керівництво не гербувало нічим — жінок, у яких було по троє-четверо дітей садили на ніч до погреба, давили пальці дверьми, одну жінку, за відмову написати заяву на вступ до колгоспу, голова і його поплічники зв'язали їй руки, запхнули в ніздрі по олівцю, і так вона просиділа всю ніч — з носа текла кров, але на це ніхто не звертав уваги. Зрозумівши, що до колгоспу добровільно вступають лише босяки, п'яниці та сільська голота, яким втрачати нічого, влада за їх допомогою почала реквізувати (відбирати) в людей худобу та реманент. Двоє місцевих комсомольців написали про такі дії місцевої влади до обласної газети — за це їм довелося півроку переховуватись на території Бобринецького району. Після появи в пресі статті Сталіна «Головокружение от успехов» перегини у повальній колективізації зменшилися, але для того щоб вступити до колгоспу не треба було ні заяви, ні навіть згоди. Приходили «активісти» і «націоналізували» все — коня віз, сани, весь сільгоспінвентар — влада серйозно взялась за створення колгоспів (на території нашого села їх було три). Продовжувалось тотальне «розкуркулення» — держава планомірно знищувала будь-що і будь-кого, що могло становити альтернативу кологспному ладу.
Після колективізації у селян залишилось близько 20 соток городу біля хати. Згідно з законом селянин мав право утримувати одну корову, двоє свиней кури. За це державі потрібно було віддати від 250 до 360 літрів молока, шкуру з корови та свиней, а також 90-250 яєць. Забити тварину можна було лише за дозволом місцевої влади.
Забирали у людей жорна, розбивали ступи, що вже й казати за крупорушки та млини. У заможніших селян, було вилучено останні запаси, майно, реманент та худобу було реквізовано до колгоспу, а їх самих, як осіб, що «саботували хлібозаготівлю» було виселено на північ Росії з поразкою в правах. Тільки дехто — ті, хто витримав гнилий клімат Вологодського краю та пекло двох воєн, повернувся до рідного краю. Восени 1932 року селяни зібрали врожай, розрахувались з державою, а сособисті засіки, як і кологоспні, залишились порожніми. Голод стояв на порозі. До того ж селянин ніде не міг заробити: якби він пішов кудись на заробітки — в сім'ї відібрали б землю. А де взяти грошей, щоб купити сірники мило, гасу для гасової лампи, сіль, нитку і голку, у що взути дітей до школи, купити зошити та книжки. Безліч запитань без відповіді… За зиму закінчились мізерні запаси — у кого трішки жита попереднього врожаю, чи якогось зерна: кукурудзи, проса, ячменю та невеличка купка картоплі у погребі — настала весна 1933 року. Вона була пізньою і холодною. Чорна земля, високі чорні дерева та зграї чорного вороння, що каркали, не знаходячи поживи, ніби віщуючи щось недобре, страшне. У колись квітучому й співочому селі, де було багато молоді, уже не чули сміху, ігор та гулянок. На світанку не співали півні — їх вирізали, не гавкали собаки, хіба де уцілілий пес завиє — аж мороз поза шкірою, не стало і бродячих котів — їх виловили і давно з'їли, не гидували люди і щурами. Селяни ходили, мов тіні, голодні і дуже слабкі. а з приходом весни настала важка робота необхідно було засадити як і свої городи, так і колгоспні лани. І це при тому, що у колишній церкві, пристосованій під склад, лежало реквізоване збіжжя.
Місцеві керівники були трохи живішими, бо їх підтримувала колгоспна комора. Сушили вони голову, чим засіяти землю і хто це зробить, бо на той час вже були люди, що померли з голоду, інші були так знесилені, що і не виходили з хат. Все-таки колгоспні поля засіяли, а городи — не всі. Не було в людей посадкового матеріалу і не було сил. Час від часу чули, що хтось помер від голоду, особливо голодували люди в Антонівці, де за весну-літо 1933 року померло понад 100 чоловік. Червень того року для людей, що пережили голодомор, був найскрутнішим — городи, хоча і зазеленіли, але не давали ще можливості втамувати голод. Після цвітіння на деревах була гарна зав'язь, але городи і сади врожай дадуть тільки у липні-серпні. На колгоспних полях людей трохи підгодовували, але тих хто міг вийти в поле. Дома харчувалися супом з лободи, затіркою із зметків борошна зі зеленню, макухою, пекли полов'яники із полови та зелені, шукали по балках дикий щавель, «козельці». Копали корені рогози — їх різали на дрібні шматочки, сушили і мололи в жорнах — отримували щось схоже на борошно. Варили кропиву, їли цвіт акації.
Після голодомору та колективізації бідували всі. У колгоспі потрібно було працювати, але майже нічого не платили — працювали «за паличку» — трудодень. Найкращі колгоспники мали до 600 трудоднів на рік. На трудодень у ті роки давали по 500 грамів зерна, тобто 300 кг зерна на рік, а треба було заплатити грошима податки та страховку — за несплату конфіскація майна.
Та час бере своє — життя невпинно ішло вперед. Люди працювали на колгоспних ланах та заводських цехах, із трибун та репродукторів лунали промови чергових вождів, десь далеко, в Іспанії, йшла війна. Непомітно вона дісталась і нашого краю — мешканці села воювали на фінському фронті, під Виборгом, лютої зими в складі Червоної Армії агресора-СРСР штурмували «лінію Маннергейма», і чиїсь дружини та матері при світлі каганця оплакували смерть «героя фінської війни». Але невдовзі вона прийшла до кожної домівки.
22 червня 1941 року почалася Німецько-радянська війна. Чоловіків призовного віку примусово мобілізували до Червоної Армії, хтось евакуювався на схід, хтось гнав худобу до Кременчука, щоб не дісталась німцям. Військо відступало, війна, перемелюючи все на своєму шляху, стрімко котилася на схід. Серпневого дня 1941 року до села, здіймаючи куряву та ганяючи курей вулицями, вступили частини німецької армії.
Протягом тривалого часу стверджувалося, що у німецько-радянській війні брало участь 218 жителів села, 103 з яких полягли смертю хоробрих, 122 нагороджені бойовими орденами і медалями, але в процесі підготовки «Книги пам'яті України» було виявлено, що протягом війни загинуло 272 мешканців села, із 387 тих, що брали участь у бойових діях.
13 березня 1944 року, після короткочасних та кровопролитних боїв, село було знов захоплено Червоною Армією, зокрема 79 стрілецькою дивізією 2 Українського фронту. Бої проходили на північний захід від села. Під час визволення села загинуло 23 воїна Червоної Армії, яким споруджено тут пам'ятник. За декілька днів польовим військовим комісаріатом було призвано все чоловіче населення, що могло носити зброю, фактично всі чоловіки села — молох війни вимагав все нових кривавих жертв. І вони не забарились. Лише за один день 11 квітня 1944 року біля молдавського села Гирово в жорстокому бою загинуло 29 нечаївчан. У запеклий бій було кинуто новобранців, багато з яких навіть не мали навичок поводження зі зброєю, у цивільному одягу. Зброї на всіх не вистачало — командування говорило, що солдати, з тих, хто був «під німцем», повинні в бою здобути собі зброю, або загинути, щоб цим «искупить свою вину перед Родиной за пребывание на оккупированой фашистами территории…». Наслідком було те, що бій перетворився на криваву м'ясорубку — попереду німецький вогневий рубіж, позаду — загороджувальний загін, який як отару гнав новоспечених солдат під кулі. Це були страшні часи, коли люди були «гарматним м'ясом», пішаками, якими легко жертвували в ім'я «великої Перемоги», перемоги одного тоталітарного людиноненависницького і чужого українцям режиму, над іншим.
По війні важко відновлювалось господарство. З 1944 року, після повернення території села до складу СРСР, відновили роботу колгоспи. В Нечаївській сільській раді в 1945 році вже діяли всі довоєнні колгоспи. В Криничуватській сільській раді працювали колгоспи ім. Карла Маркса, «Червоний профінтерн», «Н-ської дивізії». Важкою була праця у післявоєнному колгоспі — більшість чоловіків ще знаходились в армійських рядах, основна ноша лягла на плечі жінок. Орали колгоспні землі волами та коровами, вручну збирали та молотили перший повоєнний урожай. Та держава в скрутний час не відвернулося від села, як і село від держави. Після важкого і голодного 1947 року життя на селі почало поліпшуватись. Відроджувались колгоспи — відроджувалось і село. В селі працювало сільське споживче товариство, яке, через мережу торговельних точок (магазинів), забезпечувало селян всім необхідним крамом. Регулярно приїжджала кінопересувка, працювала семирічна школа.
Особливо успішними були кінець шістдесятих та сімдесяті роки — колективне господарство потужно розвивалось, а з ним і соціальна інфраструктура села. З 1964 року побудовано дільничу лікарню з аптекою. Тут — амбулаторія, лабораторія і стаціонар на 30 ліжок. Серед новобудов — 3 сільських клуби, будинок культури в центральній садибі із залом для глядачів на 450 місць, контору колгоспу, у якій 8 кабінетів та зал засідань на 100 чоловік., 4 дитячих садки. В 1971 році закінчено будівництво нової школи на 250 учнів, якій в 1972 році присвоєно ім'я Ю. І. Яновського. Саме цього року, на 70-ті роковини зі дня народження, у селі відкрито меморіальний музей славетного земляка. Колгосп «Дружба» став потужним сільськогосподарським виробництвом — будувались нові ферми, тік, тракторні бригади, гараж, майстерні. Вулиці села одяглися в асфальт, було налагоджено регулярне щоденне дворазове автобусне сполучення Нечаївка — Кіровоград. Вулиці села були освітлені. При будинку культури працював самодіяльний хор, різноманітні гуртки. З прокладенням газопроводу територією району з'явилась можливість газифікації села — було виготовлено проектну документацію, розпочато інженерно-будівельні роботи. Державою, для зменшення залежності врожаїв сільськогосподарських культур від примх погоди, було збудовано потужну зрошувальну систему, що використовувала води Кам'янобрідського водосховища на Сугоклеї.

## Господарство
Основною виробничою галуззю місцевості є сільське господарство. Агрокліматичні умови півночі українського Степу сприятливі для вирощування більшості сільськогосподарських культур. Основними є озима пшениця, ярий ячмінь, соняшник. Озима пшениця за сприятливих умов має урожайність до 60 цнт/га, в окремі роки — до 90 цнт/га. Середня урожайність по пару 45 цнт/га, по непарових попередниках — 30 цнт/га. Серед несприятливих чинників, що можуть суттєво пошкодити посіви або знизити урожайність — суха осінь, яка затримує початок вегетації рослин, морозні безсніжні зими, які призводять до вимерзання посівів, утворення льодяної кірки на полях, мишовидні гризуни та комахи-шкідники (клоп-черепашка, трипси тощо). Вирощування озимого ячменю утруднено тими ж несприятливими чинниками, досить часто посіви повністю вимерзають. Ярий ячмінь за середньої урожайності 25 цнт/га при дотриманні сучасних агротехнологій може дати урожай до 50 цнт/га.
В даній місцевості свого часу вирощувались (і вирощуються дотепер) та мали добрі врожаї — просо, озимий та ярий ріпак, сорго, гречка, коріандр, цукровий та кормовий буряк, кукурудза, соя, гірчиця, кормові культури — люцерна, еспарцет, баштанні культури та городина — цибуля, картопля, помідори, морква, редиска, огірки. Основним чинником, що може суттєво вплинути на розвиток рослин та урожайність — недостатнє зволоження, оскільки в окремі роки можливі посухи, тому для отримання добрих результатів необхідно використовувати районовані сорти, що добре переносять місцеві умови та передбачити можливість зрошення з місцевих джерел (водосховищ).
Садові культури представлено яблунями, грушами, вишнями, черешнями, абрикосами, волоськими горіхами. Вирощуються також виноград, малина, аґрус, суниці, смородина.
У тваринництві основним є молочне та м'ясне скотарство (українська червона порода великої рогатої худоби), свинарство, птахівництво (кури, качки та гуси, індики), свого часу поширено було вівчарство.
У місцевих водоймищах поширено напівпромислове вирощування риби — сазан, карась, товстолобик, білий амур.
Територія, у силу свого розміщення в межах Українського кристалічного щита, має достатні запаси будівельних матеріалів — бутового каменю, жорстви, яка є основним матеріалом при будівництві місцевих шосейних доріг, глини (свого часу тут було виробництво цегли), каоліну (білої глини), поблизу є запаси піску. Видобуток проводиться відкритим способом — в кар'єрах. Перспективним є видобування червоного граніту (облицьовувальний матеріал), проведено підготовчі роботи на родовищі поблизу р. Сугоклеї. Геоморфологія регіону також свідчить про можливість знаходження покладів уранових руд та золота.

## Видатні земляки
- Ю. І. Яновський — український письменник
- І. К. Микитенко — український письменник
- О. О. Горошко — український вчений
- Ю. М. Полоус — відомий лікар-хірург
- Ю. В. Дроботковський — учасник визвольних змагань 1917—1922 рр.(Холодноярська Республіка), відомий як отаман Андрій Чорнота.
- Никон Когутовський — ієрей, один з святих новомучеників Черкаських, загинув за віру 1937 року, поминається 13 травня ст.ст./26 травня н.ст.
- В. Я. Чернега — талановитий педагог, досвідчений наставник та організатор, працював директором Новоукраїнської СШ № 4 протягом 26 років (1963—1989 рр.).

## Варто побачити
Меморіальний музей українського письменника Ю. І. Яновського;
Стела на місці хати батьків Ю. І. Яновського;
Меморіальна дошка на честь письменника І. К. Микитенка;
Урочище Перелосне;
Виходи гранітів у долині р. Сугоклею;
Археологічна пам'ятка — алея менгірів «Межові камені»;
Грот «Чортова печера»;
Кургани скіфо-сарматської доби;
Експозиція краєзнавчого музею (школа).